# Tillsammans för Makedonien
Tillsammans för Makedonien (Za Makedonija zaedno) var en valkartell i Makedonien, bestående av partierna:
- Makedoniens socialdemokratiska union
- Liberalno-Demokratska Partija
- Demokratiska turkpartiet
- Demokratiska partiet för serber i Makedonien
- Förenade partiet för romer i Makedonien
- Vlakernas demokratiska förbund
- Lantarbetarpartiet
- Socialistiska kristna partiet i Makedonien
- Makedoniens gröna parti

I parlamentsvalet den 15 september 2002 blev Tillsammans för Makedonien den största kraften i makedonsk politik och kom att bilda regering tillsammans med Demokratiska integrationsunionen.
I parlamentsvalet 2006 fick Tillsammans för Makedonien 218 463 röster (23,31 %) och 32 mandat av 120.